# NGC 4473
NGC 4473 es una galaxia elíptica (E5) localizada en la dirección de la constelación de Coma Berenices. Posee una declinación de +13°25′47″ y una ascensión recta de 12 horas, 29 minutos y 48,7 segundos.
La galaxia NGC 4473 fue descubierta el 8 de abril de 1784 por William Herschel.